# Ophthalmitis subpicaria
Ophthalmitis subpicaria là một loài bướm đêm trong họ Geometridae.